# 2016년 베를린 테러
2016년 베를린 테러(독일어: Anschlag auf den Berliner Weihnachtsmarkt an der Gedächtniskirche 안슐라그 아우프 덴 베를리너 바이나흐츠마르크트 안 데어 게데히트니스키르헤[*])는 2016년 12월 19일에 일어난 테러이다.
2016년 12월 19일 저녁 8시경 독일 베를린의 한 크리스마스 시장에 사람이 탄 트럭이 돌진하였다. 사건 당시 쇼핑하는 손님으로 붐볐다. 12명이 사망하고 48명이 부상당했으며, 테러 공격으로 간주되고 있다.
이후 이라크 레반트 이슬람 국가(ISIL)이 범행의 배후를 자처하는 성명을 발표했고, 공격자 아니스 암리(Anis Amri)가 ISIL에 충성을 맹세하는 영상이 공개되었다. 아니스 암리는 튀니지 출신의 난민 신청자로 알려졌다.